# Spirit - Samen Vrij
Spirit Riding Free (Nederlandse titel: Spirit – Samen vrij)  is een met de computer geanimeerde televisieserie gebaseerd op Spirit: Stallion of the Cimarron. De serie is geproduceerd door Dreamworks Animation Television en wordt uitgegeven door Netflix. De serie ging in première op 5 mei 2017 en in hetzelfde jaar zijn seizoen 2 en 3 ook nog uitgekomen.

## Verhaal
In een kleine stad (Miradero) in Texas komt een twaalfjarig meisje genaamd Fortuna ''Lucky'' Prescott, dat pasgeleden uit de stad is gekomen, een wilde mustang tegen met de naam Spirit. Spirit wordt gevangengenomen door paardenhandelaren, en wordt meegenomen naar Miradero om vervolgens doorverkocht te worden. Alleen is Spirit een wild paard en lukt het de handelaren niet om hem tam te krijgen. Lucky krijgt een band met Spirit, en daarom wordt besloten dat het paard bij Lucky hoort. Ook leert Lucky twee andere meiden kennen: Pru(dence) en Abigail die zelf allebei een paard hebben. Tezamen met de paarden gaan ze iedere dag op avontuur in het land.

## Rolverdeling
- Amber Frank als Fortuna "Lucky" Esperanza Navarro Prescott
- Sydney Park als Pru(dence) Granger
- Bailey Gambertoglio als Abigail Stone
- Darcy Rose Byrnes als Maricela
- Nolan North als Jim Prescott
- Kari Wahlgren als Aunt Cora
- Jeff Bennett als Mesteneros
- Tiya Sircar als Miss Flores

## Nederlandse rolverdeling
- Lucky: Vajèn van den Bosch
- Pru(dence): Jeske van de Staak
- Abigail: Sanne Bosman
- Maricela: Bente van den Brand
- Tante Cora: Peggy Vrijens
- Meneer Granger: Murth Mossel
- Althea: Marjolein Algera
- Knip: Moos Parser
- Neef Julian: Finn Karels
- Mevrouw Kate Flores: Reneé van Wegberg
- Mixtli: Enzo Coenen

## Spin-off series
- Spirit Riding Free: Pony Tales, ging in première op 9 augustus 2019.
- Spirit Riding Free: Riding Academy, ging in première op 3 april 2020.